# Ramiro Egüen
Ramiro Egüen, (25 de Mayo, 22 de noviembre de 1991), es un político argentino perteneciente a La Libertad Avanza. De profesión procurador, abogado y escribano. Fue concejal del partido de 25 de Mayo, donde es intendente desde el 10 de diciembre de 2023;si bien fue electo por la coalición Juntos por el Cambio, en 2025 confirmó su pase a La Libertad Avanza.

## Primeros años y formación
Ramiro Egüen proviene de una familia veinticinqueña. Su infancia transcurrió en la localidad de 25 de Mayo.
Hijo único, a los 11 años le dijo a su mamá que quería ser intendente.
Fue pasante de la Municipalidad veinticinqueña a los 16 años y empleado administrativo en la Cámara de Senadores de la Provincia. 
Se matriculó en la Universidad Nacional de La Plata, en cuya Facultad de Ciencias Jurídicas y Sociales, a los 22 años, obtuvo los títulos de procurador, abogado y escribano.

## Trayectoria profesional
Disertante en charlas sobre finanzas públicas, Derecho Tributario y Municipalismo. Autor de publicaciones varias sobre su especialidad. Exsecretario del Instituto de Derecho Tributario del Colegio de Abogados de La Plata. Es miembro del Observatorio de Asuntos Federales y de Estudios Fiscales de la JURSOC.
En 2024 se desempeñaba como adjunto de la Cátedra 1 de Finanzas y Derecho Financiero e investigador de la Secretaría de Ciencia y Técnica de la Universidad de Buenos Aires.[cita requerida]

### Política
Egüen aparece en la escena política con una denuncia en 2019, cuando fue candidato a diputado provincial.
En 2021, denunció por estafa a Jorge Lafuente, dirigente del Sindicato de los Trabajadores Municipales (STM) ya que los mismos carecían de cobertura médica o en el caso de adquirir electrodomésticos heredaban una deuda con la casa vendedora.  Ese mismo año fue electo concejal de 25 de Mayo.
En 2023, fue electo intendente de 25 de Mayo por la coalición Juntos  por el Cambio con el 41,26% de los votos venciendo a Hernán Ralinqueo de Unión por la Patria quien perdió la reelección.